# Sablia belgica
Sablia belgica là một loài bướm đêm trong họ Noctuidae.